# Relaciones Haití-Venezuela
Las relaciones Haití-Venezuela son las relaciones internacionales entre Haití y Venezuela. Venezuela tiene una embajada en Puerto Príncipe, y Haití tiene una embajada en Caracas. Haití es miembro de Petrocaribe, un acuerdo que permite a las naciones del Caribe para comprar aceite venezolano en condiciones de pago preferencial. Haití es un "observador permanente" desde febrero de 2012 de la Alianza Bolivariana para las Américas (ALBA), el grupo regional iniciado y liderado por Venezuela.

## Antecedentes
En la época de las guerras de indenpendencias de la corona española Simón Bolívar fue a Haití del Sur y se reunió con el presidente de Haití Alexandre Pétion, quien le suministró ayuda para la libertad.

## Historia

### SigloXX
Venezuela rompió relaciones diplomáticas con Haití, junto con un número de otros países de América Latina, en 1963, la aplicación de la "Doctrina Betancourt" del presidente Rómulo Betancourt de evitar relaciones con dictaduras debido a las acciones del presidente de Haití François Duvalier.
Después del golpe de Estado en Haití de 1991, el presidente de Venezuela Carlos Andrés Pérez envió un avión para el depuesto presidente de Haití, Jean-Bertrand Aristide.

### SigloXXI
Haití estuvo entre los diez países de Centroamérica y el Caribe que suscribieron el Acuerdo Energético de Caracas el 19 de octubre de 2000, en el cual Venezuela vendería petróleo bajo condiciones preferenciales de pago, algunas de las cuales serían un año de gracia y quince años de crédito, con 2% de tasa de interés anual.
Después del terremoto de Haití de 2010 Venezuela hizo contribuciones sustanciales como respuesta humanitaria ante el 2010 terremoto de Haití, comprometiéndose a dar $ 1,3 mil millones en ayuda, además de la cancelación de $ 395 millones en deuda de Petrocaribe. Los proyectos incluyen la construcción de tres plantas de energía, lo que proporcionó una quinta parte de la electricidad de Haití en diciembre de 2011. En diciembre de 2011 el presidente de Haití Michel Martelly dice que "La cooperación con Venezuela es la más importante en Haití en este momento en términos de impacto, impacto directo".
Haití es un "observador permanente" (desde febrero de 2012) de la Alianza Bolivariana para las Américas (ALBA), el grupo regional iniciado y liderado por Venezuela. En la cumbre del ALBA de febrero de 2012, el presidente Hugo Chávez y el presidente de Haití Michel Martelly firmaron un acuerdo marco que tiene como objetivo impulsar el papel de Venezuela en la agricultura de Haití, la fabricación y el turismo, entre otros sectores".